# Mikel Odriozola
Mikel Odriozola Domínguez (Errenteria, 25 mei 1973) is een Spaanse snelwandelaar, die vooral actief is op de 50 km snelwandelen. Hij nam driemaal deel aan de Olympische Spelen, maar behaalde daar geen medailles.

## Loopbaan
In 1998 werd Odrionzola op dit onderdeel vierde op de Europese kampioenschappen in Boedapest. De jaren daarna raakte hij toch wat verder van de top verwijderd, maar sinds 2006 is hij daar weer terug. Hij behaalde een vijfde plaats bij de EK van 2006 in Göteborg, een jaar later werd hij bij de wereldkampioenschappen in Osaka zesde.
Op de Olympische Spelen van 2012 in Londen kwam hij uit op het onderdeel 50 km snelwandelen. Met een tijd van 4:02.48 eindigde hij op een 42e plaats.
Mikel Odriozola komt uit voor de atletiektak van Real Sociedad, beter bekend als voetbalclub.

## Titels
- Spaans kampioen 50 km snelwandelen 2001, 2002, 2003, 2005, 2006, 2011

## Persoonlijke records
Baan
| Onderdeel             | Prestatie | Datum           | Plaats    |
| --------------------- | --------- | --------------- | --------- |
| 5000 m snelwandelen   | 19.42,59  | 9 juli 2005     | Zaragoza  |
| 10.000 m snelwandelen | 41.19,33  | 2 augustus 2009 | Barcelona |

Weg
| Onderdeel          | Prestatie | Datum            | Plaats               |
| ------------------ | --------- | ---------------- | -------------------- |
| 20 km snelwandelen | 1:22.29   | 23 april 2000    | Leamington Spa       |
| 30 km snelwandelen | 2:05.28   | 19 januari 2003  | Badalona             |
| 50 km snelwandelen | 3:41.47   | 27 februari 2005 | El Prat de Llobregat |

## Palmares

### 20 km snelwandelen
- 1999: 18e WK - 1.29,03

### 50 km snelwandelen
- 1997: 48e Wereldbeker - 4:08.07
- 1998: 4e EK - 3.47.24
- 1999: 23e Wereldbeker - 3:51.01
- 2000: 24e OS - 3:59.50
- 2001: 15e WK - 3:57.17
- 2003: 14e WK - 3:56.27
- 2004: DNF Wereldbeker
- 2006: 4e Wereldbeker - 3:44.59
- 2006: 5e EK - 3:46.34
- 2007: 6e WK - 3:55.29
- 2008: 4e Wereldbeker - 3:47.30
- 2008: 13e OS - 3:51.30
- 2009: 26e WK - 4:00.54
- 2010: 11e Wereldbeker - 3:58.15
- 2012: 33e Wereldbeker - 4:03.19
- 2012: 39e OS - 4:02.48